# 鳴海日出夫
鳴海 日出夫（なるみ ひでお、1929年（昭和4年）11月2日 - 2016年）は、昭和期の歌手。

## 経歴
新潟県高田市（現上越市）出身。幼くして、父親の仕事の関係で中国へ渡る。敗戦後、引き揚げ旧制高田中学へ入学。1948年（昭和23年）、中学卒業後、かつてから親交のあった作曲家田村しげるの勧めで、NHKのど自慢素人音楽会に出場し合格。全国大会にチャレンジし、第4回NHK全国のど自慢大会で「白い花の咲く頃」を歌い2位、翌年の1952年（昭和27年）3月、「山のけむり」を歌い優勝。同年コロムビアに入社。恩師田村しげるが作曲した「島は国境の彼方へ」でデビュー。
1954年（昭和29年）、「東京の恋唄」のヒットにより、コロムビアの人気歌手の仲間入りを果たす。
1955年（昭和30年）、第6回NHK全国のど自慢大会で優勝した上野慶子と結婚。晩年まで歌手として活動を続けた。
2016年に死去。87歳没。

## 主な曲
- 島は国境の彼方へ（1953年1月）
- 男のふるさと（1953年2月15日）
- 青春の馬車（1953年12月10日） - 作詞：西条八十、作曲：田村しげる
- 東京の恋唄（1954年1月5日） - カップリング曲は千代田照子「東京ワルツ」。
- 涙のグラス（1954年3月15日） - 島倉千代子のヒット曲「他国の雨」は、この曲の歌詞を変えて発売したものである。
- 片瀬波（1954年4月15日） - 1932年、松山時夫によって歌われた曲のリバイバル。
- さざん花の歌（1954年5月15日）
- ポプラに歌う（1954年12月10日） - 作詞：寺尾智沙、作曲：田村しげる
- 山びこの歌もなつかし（1955年3月15日） - 作詞：岡倉輝美、作曲：田村しげる
- りんどうの花咲けば（1955年4月15日） -
- 地獄の接吻（1955年8月） - 日活映画『地獄の接吻』主題歌
- 青春日記（1956年4月） - 1937年、藤山一郎によって歌われた曲のリバイバル。
- 産業経済新聞社社歌（1956年）-作詞：瀬川保（産経新聞社員）、作曲：古関裕而。
- お父恋しや（1958年1月15日） - 作詞：野村俊夫、作曲：船村徹
- 妹よ（1958年7月15日） - 作詞：石本美由起、作曲：竹岡信幸
- 天馬天平（1960年9月15日） - フジテレビ連続ドラマ『天馬天平』主題歌
- サルウィンの別れ（1962年5月20日）
- 聖火を迎えて（1963年5月20日） - 鳴海自身が作曲。
- 鞍馬天狗のうた（1971年8月25日） 共唱：ひばり児童合唱団 - TBS系連続ドラマ『鞍馬天狗』主題歌。